# 柄分解

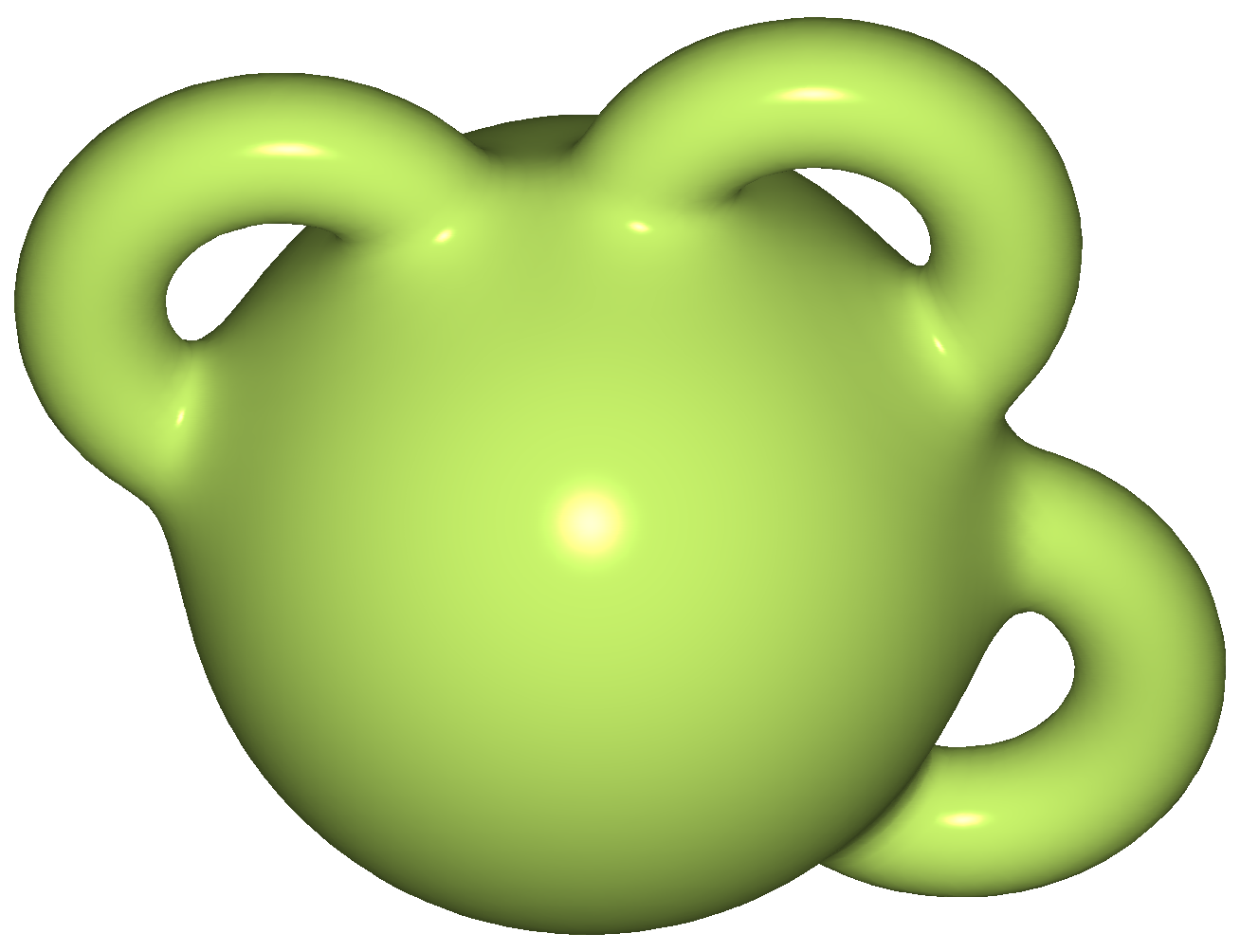
附着了3个1-柄的3-球。

数学中，m-流形M的柄分解（handle decomposition）是并
{\displaystyle \emptyset =M_{-1}\subset M_{0}\subset M_{1}\subset M_{2}\subset \dots \subset M_{m-1}\subset M_{m}=M}
其中{\displaystyle M_{i}}都由{\displaystyle M_{i-1}}附加一个i-柄（handle）而来。柄分解之于流形就像CW分解之于拓扑空间—在很多方面，柄分解的目的是得到一种适用于光滑流形情形的类CW复形的语言。因此，i-柄就是i-胞腔的光滑类似物。流形的柄分解是从莫尔斯理论自然产生的。并结构的修改与瑟夫理论密切相关。

## 动机
考虑n-球的标准CW分解，其中有一个零胞腔与一个n-胞腔。从光滑流形的角度来看，这是球面的退化分解，因为没有自然方法从分解的角度来看{\displaystyle S^{n}}的光滑结构—尤其是0-胞腔附近的光滑结构取决于特征映射{\displaystyle \chi :D^{n}\to S^{n}}在{\displaystyle S^{n-1}\subset D^{n}}的邻域中的行为。
CW分解的问题在于，胞腔的附着映射不属于流形间的光滑映射。管状邻域定理是纠正这一缺陷的萌芽。给定流形M中的点p，其闭管状邻域{\displaystyle N_{p}}微分同胚于{\displaystyle D^{m}}，因此我们将M分解为沿{\displaystyle N_{p}}、{\displaystyle M\setminus \operatorname {int} (N_{p})}的共同边界胶合的不交并。这里的关键问题是，胶合映射是微分同胚映射。同样，取{\displaystyle M\setminus \operatorname {int} (N_{p})}中的光滑嵌入弧，其管状邻域微分同胚于{\displaystyle I\times D^{m-1}}。这样就可以把M写成三个流形的并，沿它们一部分边界胶合：1) {\displaystyle D^{m}}  2) {\displaystyle I\times D^{m-1}} 3) {\displaystyle M\setminus \operatorname {int} (N_{p})}中弧的开管状邻域的补。注意所有胶合映射都是光滑的，特别是将{\displaystyle I\times D^{m-1}}胶合至{\displaystyle D^{m}}时，等价关系由{\displaystyle (\partial I)\times D^{m-1}}在{\displaystyle \partial D^{m}}中的嵌入生成，根据管状邻域定理它是光滑的。
柄分解是斯蒂芬·斯梅尔的发明。他的最初表述中，将j-柄附着到m-流形M的过程假定有{\displaystyle f:S^{j-1}\times D^{m-j}\to \partial M}的光滑嵌入。令{\displaystyle H^{j}=D^{j}\times D^{m-j}}，流形{\displaystyle M\cup _{f}H^{j}}（即M沿f并上一个j-柄）是指M与{\displaystyle H^{j}}的不交并，{\displaystyle S^{j-1}\times D^{m-j}}与其在{\displaystyle \partial M}中的像相等，即
{\displaystyle M\cup _{f}H^{j}=\left(M\sqcup (D^{j}\times D^{m-j})\right)/\sim }
其中等价关系{\displaystyle \sim }由{\displaystyle (p,x)\sim f(p,x)}生成，{\displaystyle \forall (p,x)\in S^{j-1}\times D^{m-j}\subset D^{j}\times D^{m-j}}。
若M的并具有有限多个j-柄，且微分同胚于流形N，则称N来自在M上附着j-柄。则柄分解的定义与概述中相同。于是，若流形微分同胚于球的不交并，则流形的柄分解将只有0-柄。连通流形只含有两种柄（即0-柄与j-柄，其中j为定值），也称作柄体。

## 术语
M并上j-柄{\displaystyle H^{j}}时，
{\displaystyle M\cup _{f}H^{j}=\left(M\sqcup (D^{j}\times D^{m-j})\right)/\sim }
{\displaystyle f(S^{j-1}\times \{0\})\subset M}称作被附着球面（attaching sphere）。
f有时也称作被附着球面的框架（framing），因为它将其法丛平凡化。
{\displaystyle \{0\}^{j}\times S^{m-j-1}\subset D^{j}\times D^{m-j}=H^{j}}是柄{\displaystyle H^{j}}在{\displaystyle M\cup _{f}H^{j}}中的带球（belt sphere）。
将g个k-柄附着到圆盘{\displaystyle D^{m}}所得的流形是亏格为g的(m,k)-柄体。

## 配边演示
配边W的柄演示中有{\displaystyle \partial W=M_{0}\cup M_{1}}，且有渐进并
{\displaystyle W_{-1}\subset W_{0}\subset W_{1}\subset \cdots \subset W_{m+1}=W}
其中M是m维的，W是m+1维的，{\displaystyle W_{-1}}微分同胚于{\displaystyle M_{0}\times [0,1]}，{\displaystyle W_{i}}来自{\displaystyle W_{i-1}}附着以i-柄。若说柄分解之于流形好比胞腔分解之于拓扑空间，择配边的柄演示之于有界流形就好比相关胞腔分解之于空间对。

## 莫尔斯理论观点
给定紧无界流形M上的莫尔斯函数{\displaystyle f:M\to \mathbb {R} }，使f的临界点{\displaystyle \{p_{1},\ldots ,p_{k}\}\subset M}满足{\displaystyle f(p_{1})<f(p_{2})<\cdots <f(p_{k})}，并有
{\displaystyle t_{0}<f(p_{1})<t_{1}<f(p_{2})<\cdots <t_{k-1}<f(p_{k})<t_{k},}
则{\displaystyle \forall j,\ f^{-1}[t_{j-1},t_{j}]}微分同胚于{\displaystyle (f^{-1}(t_{j-1})\times [0,1])\cup H^{I(j)}}，其中{\displaystyle I(j)}是临界点{\displaystyle p_{j}}的指标，是黑塞矩阵为负定的切空间{\displaystyle T_{p_{j}}M}的最大子空间的维度。
令指标满足{\displaystyle I(1)\leq I(2)\leq \cdots \leq I(k)}，则这是M的柄分解；由于流形上必有这样的莫尔斯函数，所以它们都有柄分解。相似地，给定配边W满足{\displaystyle \partial W=M_{0}\cup M_{1}}、函数{\displaystyle f:W\to \mathbb {R} }，其在内部是莫尔斯的，在边界为常数，且满足指标递增，则配边W有诱导柄演示。
若f是M上的莫尔斯函数，则-f也是莫尔斯函数。相应的柄分解/演示称作对偶分解。

## 主要定理与观察
- 闭有向3-流形的希加德分裂将3-流形分解为两(3,1)-柄体沿共同边界之并，公共边界称作希加德分裂面。3-流形的希加德分裂有好几种自然的产生方式：给定3-流形的柄分解，0、1-柄之交是(3,1)-柄体，3、2-柄的并也是(3,1)-柄体（从对偶分解的角度来看），于是是希加德分裂。若3-流形有三角化T，则有诱导希加德分裂，其中第一个(3,1)-柄体是1-骨架（skeleton）{\displaystyle T^{1}}的正则邻域，其他(3,1)-柄体是对偶1-骨架的正则邻域。
- 相继附着两个柄{\displaystyle (M\cup _{f}H^{i})\cup _{g}H^{j}}时，有可能切换附着的阶，使得{\displaystyle j\leq i}，即此流形微分同胚于形式为{\displaystyle (M\cup H^{j})\cup H^{i}}的流形。
- {\displaystyle M\cup _{f}H^{j}}的边界与沿有框架球f的边界{\displaystyle \partial M}是微分同胚。这是割补、柄与莫尔斯函数之间的主要联系。
- 因此，当且仅当可通过对{\displaystyle S^{m}}中的有框架链接（framed link）集进行割补，得到m维流形M时，M是m+1维流形W的边界。举例，由从René Thom关于配边的研究，我们知道每个3-流形都是某4-流形的边界（相似地，有向、有旋的3-流形分别是有向、有旋的4-流形的边界）。于是，3-流形都可从3-球中有框架链接的割补得到。在有向情形，常规做法是将这种有框架链接简化为圆的不交并的有框架嵌入。
- h-配边定理通过简化光滑流形的柄分解证明。

### 通用文献
- A. Kosinski, Differential Manifolds Vol 138 Pure and Applied Mathematics, Academic Press (1992).
- Robert Gompf and Andras Stipsicz, 4-Manifolds and Kirby Calculus, (1999) (Volume 20 in Graduate Studies in Mathematics), American Mathematical Society, Providence, RI ISBN 0-8218-0994-6